# Tixter
Tixter est une commune de la daïra d'Aïn Taghrout située dans la wilaya de Bordj-Bou-Arreridj en Algérie.

## Géographie
Tixter doit son nom à un oued qui prend naissance à trois km au sud-est. La ville se situe à une altitude moyenne de 1 100 m.
La commune est située dans la région des Hauts-Plateaux, entre les monts Bibans au nord et la chaîne du Hodna au sud, dans un bassin agricole situé à 966 mètres d'altitude moyenne. Elle se trouve à 33 km au nord-est de Bordj Bou Arreridj, à environ 27 km à l'ouest de Sétif et à environ de 275 km au sud-est d'Alger.
Tixter est la commune de la Daïra d'Aïn Taghrout avec une superficie totale de 64 km2.
| Bir Kasdali  | Aïn Taghrout • Khelil | Aïn Arnat (Sétif)   |
| Aïn Tesra    | Tixter                | Mezloug (Sétif)     |
| Bordj Ghedir | Ras El Oued           | Aïn Oulmene (Sétif) |

### Localités et lieux-dits
La ville possède les Douars suivants: Mechta Larbaa, Kebaba, Lefrafria, Ouled Hassine, Ouled Mahalla, Ouled Mosly et Guebelt S'Dim

### Climat
La wilaya se caractérise par un climat semi-aride sec et froid, qui offre des températures chaudes en été et très froides en hiver, parmi les plus basses d’Algérie[réf. nécessaire]. La température moyenne annuelle est de 13,5 °C. Le mois le plus chaud de l'année est celui de juillet avec une température moyenne de 23,7 °C, 4,9 °C font du mois de janvier le plus froid de l'année.
La pluviométrie annuelle est de 406 mm. Le mois le plus sec est celui de juillet avec seulement 8 mm de précipitations. Une moyenne de 48 mm fait du mois de novembre le mois ayant le plus haut taux de précipitations.
| Mois                     | jan. | fév. | mars | avril | mai | juin | jui. | août | sep. | oct. | nov. | déc. | année |
| ------------------------ | ---- | ---- | ---- | ----- | --- | ---- | ---- | ---- | ---- | ---- | ---- | ---- | ----- |
| Température moyenne (°C) | 6    | 6    | 9    | 11    | 16  | 22   | 26   | 26   | 21   | 15   | 10   | 6    | 14    |
| Précipitations (mm)      | 32   | 26   | 27   | 35    | 41  | 16   | 11   | 11   | 63   | 33   | 35   | 31   | 360   |

### Hydrographie
La ville possède deux sources d'eau, Aïn-Toussit et Tixter. Aïn-Toussit est directement exploitée pour les besoins domestiques et les animaux. L'oued Tixter, qui prend sa source à 3 kilomètres au sud-est, est exploité pour l'agriculture. L'oued Oum Lahdam se trouve à un kilomètre au sud de la gare.
Un puits de 14 mètres de profondeur a été creusé à la construction de la gare en 1892. La ville possède un château d'eau construit dans les années 1950. Il y a une retenue collinaire à 4 kilomètres à l'est de Tixter. Elle s'écoule ensuite jusqu'au barrage d'Aïn Zada au nord.

## Histoire

### Préhistoire
Différents objets, tels que des armes en silex, des pointes de flèches et de lanceurs ainsi que des poteries, indique que la wilaya de Bordj Bou Arreridj était peuplé au Mésolithique et au Néolithique.

### De l'époque romaine auXIXesiècle
Durant la période de l'Empire romain la région de Bordj s'appelait « Tamanouna ». Elle est partie intégrante de la province romaine de la Maurétanie Césarienne devenue la Maurétanie Sitifienne.

### Période française de 1870 à 1962
La création d'un hameau industriel à la gare de Tixter créée en 1892 sur le chemin de grande communication N° 38 de Tocqueville à Aïn Taghrout à 15 km à l'ouest de Sétif, est envisagée en 1903. Les premiers colons sont arrivés entre 1904 et 1907. Les natifs étaient au nombre de 152 en 1912. Le village s'est développé jusqu'à accueillir 67 colons en 1912 jusqu'à 77 en 1960.

## Démographie
Selon le recensement général de la population et de l'habitat de 2008, la population totale de la commune de Tixter est de 10 190 habitants.

## Administration
La commune de Tixter fait partie de la daïra d'Aïn Taghrout comprenant les communes de Aïn Taghrout et Tixter. Elle est rattachée a la nouvelle wilaya déléguée de Ras El Oued par la décision ministérielle du 26 novembre 2019.

## Économie
Tixter est avant tout une ville agricole avec ses terres très fertiles pour les céréales.
La ville possède un port sec, une zone extra-portuaire affectée au port de Bejaïa afin de le désengorger, d'une capacité de 500 000 conteneurs par an et 20 millions de tonnes de fret non-conteneurisables. La zone aura une superficie de 20 hectares et sera reliée par chemin de fer au Port de Béjaïa via Bordj Bou Arreridj. L'objectif en termes d'emploi est de 3 500 postes.

## Transports
La commune est traversée par la route nationale 103 qui croise la route menant direction nord à l'autoroute Est-Ouest (à 4 km) et la route nationale 5 (Algérie) (à 8 km). Elle relie Aïn Taghrout au nord et Ras el Oued au sud. Les routes Wilayales W64 et W140 partent vers l'est en direction de Aïn Oulmene.
La commune dispose d'une gare routière comprenant des taxis et des minibus à destination des villes avoisinantes. Tixter possède une gare ferroviaire fermée depuis vingt ans qui relie les villes de Bordj Bou Arreridj à Sétif et Bordj Bou Arreridj qui desservent Alger et Constantine. Elle est réhabilitée jusqu'à Bejaïa et dédoublée vers Aïn Taghrout.
Tixter est distante de 25 km de l'aéroport de Sétif - 8 Mai 1945.

## Éducation
La ville de Tixter possède un lycée.

## Sports
La commune possède un stade municipal de football. L'équipe de Football de la ville est le NRHC Tixter, dépendant de la Ligue régionale de football de Batna.